# Maurice Vernes
Pour les articles homonymes, voir Vernes.
Maurice Louis Vernes, né le 25 septembre 1845 à Nauroy et mort le 29 juillet 1923 à Paris, est un théologien protestant et un historien des religions français. 

## Biographie

### Famille
Maurice Vernes naît dans une famille aux origines ardéchoises, genevoises et huguenotes. Son père, Louis Vernes, est pasteur au temple des Batignolles à Paris. 

### Formation
Maurice Vernes fait ses études secondaires au lycée Bonaparte, puis il étudie la théologie à la faculté de théologie protestante de Montauban (1864-1866). Il provoque un petit scandale à la faculté, après avoir peint en rouge un buste de l'empereur Napoléon III et doit poursuivre ses études à la faculté de théologie protestante de Strasbourg (1866-1869). Il soutient une thèse de licence en théologie intitulée Le Peuple d'Israël et ses espérances relatives à son avenir, depuis les origines jusqu'à l'époque persane, dirigée par Rodolphe Reuss, et une thèse de doctorat à Montauban, intitulée L'Histoire des idées messianiques depuis Alexandre jusqu'à l’empereur Hadrien, en 1874.  

### Carrière professionnelle
À partir de 1877, il enseigne à la Sorbonne. Il est nommé maître de conférences à la faculté de théologie protestante de Paris en 1877. Il est contraint à la démission en 1882, après une leçon inaugurale estimée trop libérale,. En 1886, il est nommé directeur adjoint de l'École pratique des hautes études. À partir de 1901, il enseigne au Collège libre des sciences sociales (CLSS) à Paris.  
En 1880, il fonde la Revue de l'histoire des religions.
En 1897, il est élu président de la Société des études juives.

## Publications
- Histoire des idées messianiques depuis Alexandre jusqu'à l'empereur Hadrien, (thèse de doctorat, 1874)
- Mélanges de critique religieuse, 1880
- L'histoire des religions; son esprit, sa méthode, et ses divisions, son enseignement en France et à l'étranger, 1887
- Une nouvelle hypothèse sur la composition et l’origine du Deutéronome, 1887
- Du prétendu polythéisme des hébreux; essai critique sur la religion d'Israël, suivi d'un examen de l'authenticité des écrits prophétiques, 1891
- Histoire sociale des religions, 1911
- La crise de la religion en France, 1911
- Les emprunts de la Bible hébraïque au grec et au latin, 1914[7]

## Distinctions
- 1919 : chevalier de la Légion d'honneur[8]